# Сінадду
Сінадду (Сін-Адду, Сін-Хадад) (д/н — бл. 1423 до н. е.) — цар міста-держави Катна.

## Життєпис
Син царя Наплімми. Відомостей про нього обмаль. Посів трон десь у 1440-х роках до н. е. після смерті фараона Тутмоса III близько 1426 року до н. е. долучився до повстання держав на чолі із Кадешем. Можливо їх підбурила до цього держава Мітанні.
Близько 1423 року до н. е. брав участь у битві на річці Оронт проти фараона Аменхотепа II. Можливо швидкий рух змусив Сінадду виступити без союзників, або його війська в той час складала основу коаліції. В наступній битві Сінадду та його союзники зазнали поразки. Ймовірно він загинув у битві чи потрапив у полон і був страчений. Спадкував йому Адад-нірарі.